# Campeonato Nacional de Rodeo de 2002
El Campeonato Nacional de Rodeo de 2002 fue la versión 54.ª de este torneo, que selló la temporada 2001-2002 de rodeos y se llevó a cabo desde el 5 al 7 de abril de 2002 en la ciudad de Rancagua. El Campeonato Nacional de Rodeo es la máxima cita del rodeo chileno, deporte nacional de Chile. Fue televisado para todo el país por las pantallas de Canal 13.
Con 36 puntos buenos los jinetes del criadero Santa Isabel, Juan Carlos Loaiza y Eduardo Tamayo, montando a "Talento" y "Almendra", fueron los campeones.

## Antecedentes
Los rodeos clasificatorios para acceder al campeonato nacional se disputaron en las medialunas de Los Ángeles (clasificatorio sur), Las Vizcachas de Santiago (clasificatorio norte) y San Clemente (repechaje). 
De la mano del Criadero Santa Isabel, la Asociación Valdivia se adjudicó por tercera temporada consecutiva el "Champion de Chile". Juan Carlos Loaiza alcanzó su sexto título nacional, quedando solo a un título de Ramón Cardemil, en el Campeonato Nacional de Rodeo de 2007 pudo alcanzar su séptimo título. El campeonato lo obtuvo junto con Eduardo Tamayo, quien alcanzara su cuarto título nacional. Los jinete montaron a "Talento" y "Almendra" y obtuvieron 36 puntos. El vicecampeonato fue para la collera de Cautín, compuesta por Leonardo García y Christian Pooley quienes montaron a "Espuelazo" y "Naquenveque" y alcanzaron 32 puntos buenos. Los terceros campeones fueron Diego Pacheco y Luis Huenchul en "Soledá" y "Pituca" con 30 puntos.
La serie de campeones fue presenciada por poco más de 12.000 espectadores y se disputó en la Medialuna Monumental de Rancagua. El Movimiento de la rienda fue ganado por Manuel Yánez montando a "Dedal" quienes obtuvieron 52 puntos en los ejercicios de destreza, solo un punto más que Alfonso Navarro, vicecampeón sobre "Costurero". El "sello de raza" lo obtuvo "Espuelazo" que lo montó Leonardo García y logró el segundo lugar de la serie de campeones.
En este campeonato entró en vigencia el acuerdo de que los participantes del cuarto animal que no desfilaron detrás del capataz en la Serie de Campeones (desfilan los primeros tres lugares) tienen que permanecer montados en la medialuna durante la ceremonia de premiación. También se puso en práctica el procedimiento de control del doping en los caballares. En una pesebrera especialmente habilitada se les tomó muestras a todos los participantes del cuarto animal y a dos colleras participantes de la final al azar.

## Resultados

### Serie de campeones
La serie de campeones la disputaron 34 colleras (parejas).
| Cuarto Animal 2002 | Cuarto Animal 2002                          | Cuarto Animal 2002          | Cuarto Animal 2002 | Cuarto Animal 2002 |
| ------------------ | ------------------------------------------- | --------------------------- | ------------------ | ------------------ |
| Lugar              | Jinetes                                     | Caballos                    | Asociación         | Puntaje            |
| 1º                 | Juan Carlos Loaiza y Eduardo Tamayo Órdenes | "Talento" y "Almendra"      | Valdivia           | 36                 |
| 2º                 | Leonardo García y Cristián Pooley           | "Espuelazo" y "Naquenveque" | Cautín             | 32                 |
| 3º                 | Diego Pacheco y Luis Huenchul               | "Soledá" y "Pituca"         | Colchagua          | 30                 |
| 4°                 | Nelson Vega y Osvaldo Angulo                | "Esa Negra" y "Agua Nieve"  | O'Higgins          | 28                 |
| 5°                 | Víctor Arancibia y José Luis Ortega         | "Cauteloso" y "Capotillo"   | Los Andes          | 27                 |
| 6°                 | Pedro González y Ricardo González           | "Estañero" y "Níspero"      | Talca              | 23                 |

### Serie Mixta-Criaderos
- 1.º Lugar: Víctor Arancibia y José Luis Ortega en "Cauteloso" y "Capotillo" (Los Andes), 34 pts.
- 2.º Lugar: Leonidas Rosas y Mario Matzner en "Escogido" y "Piadoso" (Llanquihue-Chiloé), 31 pts.
- 3.º Lugar: Pablo Espinoza y Óscar Bustamante en "Tango" y "Encontrón" (Talca), 29 pts.

### Serie Caballos
- 1.º Lugar: Luis Eduardo Cortés y Juan Carlos Loaiza en "Batuco" y "Banquero" (Valdivia), 31 pts.
- 2.º Lugar: Emiliano Ruiz y Manuel Yáñez en "Facón" y "Titán" (Santiago-O'Higgins), 30 pts.
- 3.º Lugar: Gonzalo Schwalm y Ricardo Bustamante en "Roto Rebelde" y "Entusiasmo" (Osorno) 26 pts.
- 4.º Lugar: Santiago Naretto y Rodrigo Errázuriz en "Consentido" y "Raudal" (O'Higgins) 24 pts.

### Serie Yeguas
- 1.º Lugar: Juan Carlos Loaiza y Eduardo Tamayo en "Curiosa" y "Barricada" (Valdivia), 37 pts.
- 2.º Lugar: Diego Pacheco y Luis Huenchul en "Soledá" y "Pituca" (Colchagua), 34 pts.
- 3.º Lugar: Rufino Hernández y Claudio Hernández en "Lindaza" y "Trenzada" (Talca), 28 pts.

### Serie Potros
- 1.º Lugar: Ricardo González y Pedro González en "Estañero" y "Níspero" (Talca), 31 pts.
- 2.º Lugar: Fernando Daetwyler y Cristián Ulloa en "Romeral" y "Estiliano" (Cautín), 31 pts.
- 3.º Lugar: Iván Gallardo y Jorge Gutiérrez en "Espejo" y "Botón" (Llanquihue-Chiloé), 29 pts.

### Primera Serie Libre A
- 1.º Lugar: Alfonso Navarro y Juan Cardemil en "Primorosa" y "Chupilca" (Curicó), 32 pts.
- 2.º Lugar: Juan Carlos Loaiza y Eduardo Tamayo en "Talento" y "Almendra" (Valdivia), 29 pts.
- 3.º Lugar: César Núñez y Mario Tamayo en "Exquisito" y "Qué Más Quieres" (Curicó), 29 pts.
- 4.º Lugar: Ricardo González y Pedro González en "Generosa" y "Pirilacha" (Talca), 29 pts.
- 5.º Lugar: José Meier y Marcelo Rivas en "Acertijo" y "Estruendo" (Biobío), 26 pts.

### Primera Serie Libre B
- 1.º Lugar: Pablo Espinoza y Óscar Bustamante en "Tranquera" y "Obligada" (Talca), 35 pts.
- 2.º Lugar: José Meier y Marcelo Rivas en "Maceteado" y "Guindado" (Biobío), 32 pts.
- 3.º Lugar: Roberto Soto y Hardy Niklitschek en "Estruendo" y "Nalcazo" (Osorno), 31 pts.
- 4.º Lugar: Ricardo de la Fuente y Luis Eduardo Cortés en "Fantasía" y "Disculpa" (Valdivia), 30 pts.
- 5.º Lugar: Carlos Mollenhauer y Eugenio Mendoza en "Vaquerita" y "Tentada" (Valdivia), 26 pts.

### Segunda Serie Libre A
- 1.º Lugar: Guillermo Mondaca y Patricio Mondaca en "Chispacito" y "Chiripazo" (Cordillera), 30 pts.
- 2.º Lugar: Alejandro Epple y Francisco Navarro en "Novicio" y "Trebal" (Osorno), 27 pts.
- 3.º Lugar: René Moreno y José Astaburuaga en "Escándalo" y "Lindero" (Petorca), 27 pts.
- 4.º Lugar: Óscar Bustamante y Alfredo Moreno en "Capacho" y "Fugitivo" (Talca), 27 pts.

### Segunda Serie Libre B
- 1.º Lugar: Alfonso Navarro y Cristián Zamorano en "Acampao" y "Trapío" (Curicó), 37 pts.
- 2.º Lugar: Leonardo García y Christian Pooley en "Espuelazo" y "Naquembeque" (Cautín), 28 pts.
- 3.º Lugar: Fernando Serrano y Óscar Yáñez en "Embeleco" y "Mandinga II" (Cordillera), 28 pts.
- 4.º Lugar: Nelson Vega y Osvaldo Angulo en "Esa Negra" y "Agua Nieve" (O'Higgins), 25 pts.

## Clasificatorios
- Los Ángeles: Juan Carlos Loaiza y Luis Eduardo Cortés en "Batuco" y "Banquero" (Valdivia), 35 puntos.[9]
- Puente Alto: Emiliano Ruiz y Manuel Yáñez en "Heredero" e "Historiado" (Santiago y O'Higgins), 26 puntos.[10]
- San Clemente: José Luis Meier y Marcelo Rivas en "Guindo" y "Pretal" (Biobío), 29 puntos.[11]

## Cuadro de honor temporada 2001-2002

### Jinetes
- 1.º Juan Carlos Loaiza Mac-Leod
- 2.º Eduardo Tamayo Órdenes
- 3.º Luis Huenchul Vera
- 4.º Leonardo García Echavarri
- 5.º Christian Pooley Gutiérrez
- 6.º Diego Pacheco Álvarez
- 7.º Nelson Vega Melo
- 8.º José Luis Ortega Naranjo
- 9.º Víctor Arancibia Bascuñán
- 10.º José Meier Reuse

### Caballos
- 1.º Consentido
- 2.º Capotillo
- 3.º Estruendo
- 4.º Batuco
- 5.º Nalcazo
- 6.º Banquero
- 7.º Rebelde
- 8.º Piadoso
- 9.º Facón
- 10.º Entusiasmo

### Yeguas
- 1.º Almendra
- 2.º Esa Negra
- 3.º Soledá
- 4.º Pituca
- 5.º Agua Nieve
- 6.º Estimulada
- 7.º Estirpe
- 8.º Trenzada
- 9.º Lindasa
- 10.º Curiosa

### Potros
- 1.º Talento
- 2.º Espuelazo
- 3.º Naquenveque
- 4.º Cauteloso
- 5.º Estañero
- 6.º Níspero
- 7.º Heredero
- 8.º Guindo
- 9.º Maceteado
- 10.º Trapío